# Alexis Francisco Flores
Alexis Francisco Flores (Vicente López, provincia de Buenos Aires, Argentina; 11 de enero de 2002) es un futbolista argentino. Juega de defensor central en Quilmes de la Primera Nacional, a préstamo de San Lorenzo.

## Trayectoria

### San Lorenzo
Debutó profesionalmente el 30 de diciembre de 2020 en el triunfo por 3-1 frente a Atlético Tucumán, ingresando a los 52 minutos por su compañero Alexis Sabella y siendo dirigido por Mariano Soso.
En febrero de 2023, fue cedido al Atlético Tucumán por toda la temporada.

## Selección nacional

### Categoría sub-15
Disputó el sudamericano 2017 donde convirtió 1 goles, consagrándose campeón del mismo.

### Categoría sub-17
En 2019 se consagra campeón del sudamericano sub-17 con su seleccionado por diferencia de goles, obteniendo además el derecho a disputar el mundial sub-17. Ese año fue citado por Pablo Aimar para jugar la Copa Mundial de Fútbol Sub-17 de 2019 en Brasil.
| Torneo                                   | Sede | Resultado      | Partidos | Goles |
| ---------------------------------------- | ---- | -------------- | -------- | ----- |
| Campeonato Sudamericano de Fútbol Sub-17 | Perú | Medalla de oro | 7        | 0     |

| Torneo                             | Sede   | Resultado        | Partidos | Goles |
| ---------------------------------- | ------ | ---------------- | -------- | ----- |
| Copa Mundial de Fútbol Sub-17 2019 | Brasil | Octavos de final | 4        | 1     |

## Estadísticas

### Clubes
| San Lorenzo Argentina | 1.ª                 | 2019-20             | 0  | 0 | 0  | 0 | - | - | 0  | 0 | 0 |
| San Lorenzo Argentina | 1.ª                 | 2020                | 0  | 0 | 1  | 0 | - | - | 1  | 0 | 0 |
| San Lorenzo Argentina | 1.ª                 | 2021                | 19 | 0 | 2  | 0 | 6 | 0 | 27 | 0 | 0 |
| San Lorenzo Argentina | 1.ª                 | 2022                | 0  | 0 | 4  | 0 | - | - | 4  | 0 | 0 |
| San Lorenzo Argentina | 1.ª                 | 2023                | 0  | 0 | 0  | 0 | - | - | 0  | 0 | 0 |
| San Lorenzo Argentina | Total club          | Total club          | 19 | 0 | 7  | 0 | 6 | 0 | 32 | 0 | 0 |
| Atlético Tucumán Argentina | 1.ª                 | 2023                | 3  | 0 | 7  | 0 | - | - | 10 | 0 | 0 |
| Atlético Tucumán Argentina | 1.ª                 | 2024                | 6  | 0 | 14 | 0 | - | - | 20 | 0 | 0 |
| Atlético Tucumán Argentina | Total club          | Total club          | 9  | 0 | 21 | 0 | - | - | 30 | 0 | 0 |
| Quilmes Argentina | 2.ª                 | 2025                | 20 | 0 | 2  | 0 | - | - | 22 | 0 | 0 |
| Quilmes Argentina | Total club          | Total club          | 20 | 0 | 2  | 0 | - | - | 22 | 0 | 0 |
| Total en su carrera | Total en su carrera | Total en su carrera | 48 | 0 | 30 | 0 | 6 | 0 | 84 | 0 | 0 |
| (1) Las copas nacionales se refiere a la Copa Argentina y a la Copa de la Liga Profesional. (2) Las copas internacionales se refiere a la Copa Libertadores y a la Copa Sudamericana. (3) Media de goles por encuentro. No incluye goles en partidos amistosos. |                     |                     |    |   |    |   |   |   |    |   |   |

## Palmarés

### Torneos internacionales
| Título                 | Club                   | País      | Año  |
| ---------------------- | ---------------------- | --------- | ---- |
| Sudamericano Sub-15    | Selección de Argentina | Argentina | 2017 |
| Copa Superliga Reserva | San Lorenzo            | Argentina | 2019 |
| Sudamericano Sub-17    | Selección de Argentina | Perú      | 2019 |